# Poul Ströyer

Illustration till Lennart Hellsings Sjörövarbok.

Poul Ströyer, ursprungligen Poul Strøyer, född 13 juli 1923 i Köpenhamn, Danmark, död 19 november 1996 i Stockholm, var en dansk-svensk karikatyrtecknare, målare, grafiker, skulptör och illustratör.

## Liv och verk
Han var son till snickarmästaren Peder Strøyer Pedersen och Olga Esbensen samt gift med Solveig Margrethe Lauritzen. Ströyer började teckna och måla vid 16 års ålder och studerade senare teckning vid Akademi for fri og merkantil Kunst i Köpenhamn samt bedrev självstudier under resor till bland annat Frankrike, England, Tyskland, Österrike och Italien. Han flyttade till Sverige 1946. Han debuterade som tidningstecknare i den danska Social-Demokraten och i Sverige arbetade han på Stockholms-Tidningen 1951–1957 och därefter på Dagens Nyheter till sin död 1996. På Dagens Nyheter blev han mest känd för sina roliga, satiriska "gubbar", som publicerades nästan dagligen på avdelningen Namn och Nytt. De gavs årligen ut från 1954 under titeln Ströyers Dagbok och från 1990 under titeln Årets Ströyer.   
Vid sidan av tecknandet för dagspressen utförde han teckningar för tidskrifterna Söndagsnisse-Strix, Utsikt, All världens berättare, Folket i bild, OBS och ett flertal danska, norska, nederländska, belgiska och amerikanska tidningar. Han tecknade humoristiska och bitska, oftast politiska karikatyrer. Stilen var enkel men träffsäker. Han var även en framgångsrik målare, skulptör och illustratör. Separat ställde han bland annat ut i Södertälje 1949, Galerie Æsthetica 1963 och tillsammans med tre skämttecknare genomförde han en utställning på Bouquinisten i Stockholm. Han medverkade i utställningen Tecknare i Folket i bild som visades på De ungas salong i Stockholm, vandringsutställningen Sörmländska konstnärer och Föreningen Nordiska tecknares utställningar i Oslo och Stockholm.  
Poul Ströyer var även känd som en flitig illustratör av egna och andras barnböcker och för sitt samarbete med barnboksförfattaren Lennart Hellsing. Han verkade under många år som illustratör till kåsören Torsten Ehrenmarks alster, liksom han samarbetade med Olle Carle. Själv utgav han barnböckerna Sagan om PP och hans stora horn  1956 och Bytt är bytt 1960.
För sina arbeten belönades Ströyer med flera svenska och internationella priser bland annat Albert Bonniers konstnärsstipendium 1966. Poul Ströyer är begravd på Djursholms begravningsplats.

## Representerad
- Nationalmuseum [5].
- Moderna museet [6].
- Göteborgs konstmuseum [7]
- Malmö museum
- Örebro läns museum
- Sammlung Karikaturen & Cartoons, Basel, Schweiz

## Utmärkelser
- 1961 - Deutscher Jugendbuchpreis
- 1966 - Albert Bonniers 100-årsminne
- 1967 - Elsa Beskow-plaketten [8]
- 1976 - Författarfondens bokillustratörpris
- 1995 - Svenska Akademiens Gretzstipendium
- 1996 - Hans Majestät Konungens medalj i 8:e storleken i högblått band [9]

## Teater

### Scenografi
| År   | Produktion           | Upphovsmän       | Regi           | Teater        |
| ---- | -------------------- | ---------------- | -------------- | ------------- |
| 1953 | Den flygande trumman | Lennart Hellsing | Lars Barringer | Stora Teatern |